# Osserain-Rivareyte
Pour les articles homonymes, voir Osserain et Rivareyte.
Osserain-Rivareyte (en basque Ozaraine-Erribareita) est une commune française située dans le département des Pyrénées-Atlantiques, en région Nouvelle-Aquitaine.
Le gentilé est Ozaraintar-Erribareitar.

## Géographie

### Localisation
La commune d'Osserain-Rivareyte se trouve dans le département des Pyrénées-Atlantiques, en région Nouvelle-Aquitaine.
Elle se situe à 77 km par la route de Pau, préfecture du département, à 74 km de Bayonne, sous-préfecture, et à 11 km de Saint-Palais, bureau centralisateur du canton du Pays de Bidache, Amikuze et Ostibarre dont dépend la commune depuis 2015 pour les élections départementales.
La commune fait en outre partie du bassin de vie de Sauveterre-de-Béarn.
Les communes les plus proches sont : 
Guinarthe-Parenties (0,7 km), Saint-Gladie-Arrive-Munein (1,6 km), Autevielle-Saint-Martin-Bideren (2,3 km), Sauveterre-de-Béarn (2,7 km), Espiute (3,5 km), Arbouet-Sussaute (4,1 km), Andrein (4,4 km), Athos-Aspis (4,5 km).
Sur le plan historique et culturel, Osserain-Rivareyte fait partie de la province de la Soule, un des sept territoires composant le Pays basque,. La Basse-Navarre en est la province la plus variée en ce qui concerne son patrimoine, mais aussi la plus complexe du fait de son morcellement géographique. Depuis 1999, l'Académie de la langue basque ou Euskalzaindia divise le territoire du Labourd en six zones,. La Soule, traversée par la vallée du Saison, est restée repliée sur ses traditions (mascarades, pastorales, chasse à la palombe, etc). Elle se divise en Arbaille, Haute-Soule et Basse-Soule, dont fait partie la commune.

### Communes limitrophes
Les communes limitrophes sont  Arbouet-Sussaute, Autevielle-Saint-Martin-Bideren, Domezain-Berraute, Guinarthe-Parenties et Saint-Gladie-Arrive-Munein.
| Autevielle-Saint-Martin-Bideren | Guinarthe-Parenties |                            |
| Arbouet-Sussaute                | Osserain-Rivareyte  | Saint-Gladie-Arrive-Munein |
|                                 | Domezain-Berraute   |                            |

### Hydrographie

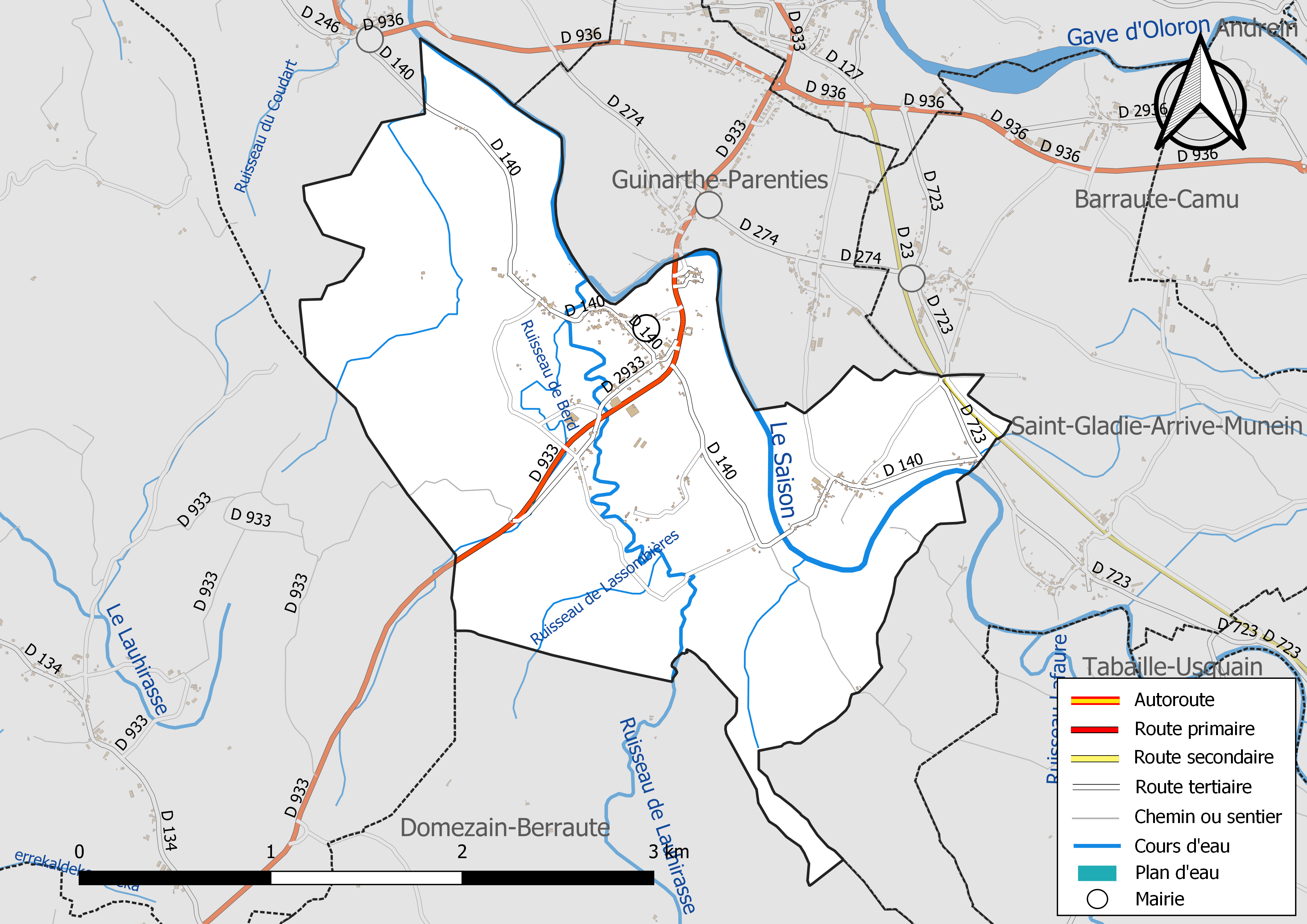
Réseaux hydrographique et routier d'Osserain-Rivareyte.

La commune est drainée par le Saison, le Lauhirasse, le ruisseau de Berd, le ruisseau de Lassombières, et par divers petits cours d'eau, constituant un réseau hydrographique de 14 km de longueur totale,.
Le Saison, d'une longueur totale de 72,2 km, prend sa source dans la commune de Larrau et s'écoule du sud vers le nord. Il traverse la commune et se jette dans le gave d'Oloron à Autevielle-Saint-Martin-Bideren, après avoir traversé 31 communes.
Le Lauhirasse, d'une longueur totale de 15,5 km, prend sa source dans la commune de Lohitzun-Oyhercq et s'écoule du sud vers le nord. Il traverse la commune et se jette dans le Saison à Guinarthe-Parenties, après avoir traversé 5 communes.

### Climat
Pour des articles plus généraux, voir Climat de la Nouvelle-Aquitaine et Climat des Pyrénées-Atlantiques.
Historiquement, la commune est exposée à un micro climat océanique basque.
En 2020, Météo-France publie une typologie des climats de la France métropolitaine dans laquelle la commune est exposée à un climat de montagne et est dans la région climatique Pyrénées atlantiques, caractérisée par une pluviométrie élevée (>1 200 mm/an) en toutes saisons, des hivers très doux (7,5 °C en plaine) et des vents faibles.
Pour la période 1971-2000, la température annuelle moyenne est de 13,9 °C, avec une amplitude thermique annuelle de 13,8 °C. Le cumul annuel moyen de précipitations est de 1 309 mm, avec 12,2 jours de précipitations en janvier et 8,2 jours en juillet. Pour la période 1991-2020, la température moyenne annuelle observée sur la station météorologique la plus proche, située sur la commune de Saint-Gladie-Arrive-Munein à 2 km à vol d'oiseau, est de 14,3 °C et le cumul annuel moyen de précipitations est de 1 323,1 mm,. Pour l'avenir, les paramètres climatiques de la commune estimés pour 2050 selon différents scénarios d’émission de gaz à effet de serre sont consultables sur un site dédié publié par Météo-France en novembre 2022.

### Milieux naturels et biodiversité

#### Réseau Natura 2000
Le réseau Natura 2000 est un réseau écologique européen de sites naturels d'intérêt écologique élaboré à partir des Directives « Habitats » et « Oiseaux », constitué de zones spéciales de conservation (ZSC) et de zones de protection spéciale (ZPS).
Un site Natura 2000 a été défini sur la commune au titre de la « directive Habitats » : « le Saison (cours d'eau) », d'une superficie de 2 200 ha, un cours d'eau de très bonne qualité à salmonidés,.

#### Zones naturelles d'intérêt écologique, faunistique et floristique
L’inventaire des zones naturelles d'intérêt écologique, faunistique et floristique (ZNIEFF) a pour objectif de réaliser une couverture des zones les plus intéressantes sur le plan écologique, essentiellement dans la perspective d’améliorer la connaissance du patrimoine naturel national et de fournir aux différents décideurs un outil d’aide à la prise en compte de l’environnement dans l’aménagement du territoire.
Une ZNIEFF de type 2 est recensée sur la commune, : 
le « réseau hydrographique du gave d'Oloron et de ses affluents » (6 885,32 ha), couvrant 114 communes dont 2 dans les Landes et 112 dans les Pyrénées-Atlantiques.

## Urbanisme

### Typologie
Au 1er janvier 2024, Osserain-Rivareyte est catégorisée commune rurale à habitat dispersé, selon la nouvelle grille communale de densité à sept niveaux définie par l'Insee en 2022.
Elle est située hors unité urbaine. Par ailleurs la commune fait partie de l'aire d'attraction de Saint-Palais, dont elle est une commune de la couronne,. Cette aire, qui regroupe 25 communes, est catégorisée dans les aires de moins de 50 000 habitants,.

### Occupation des sols

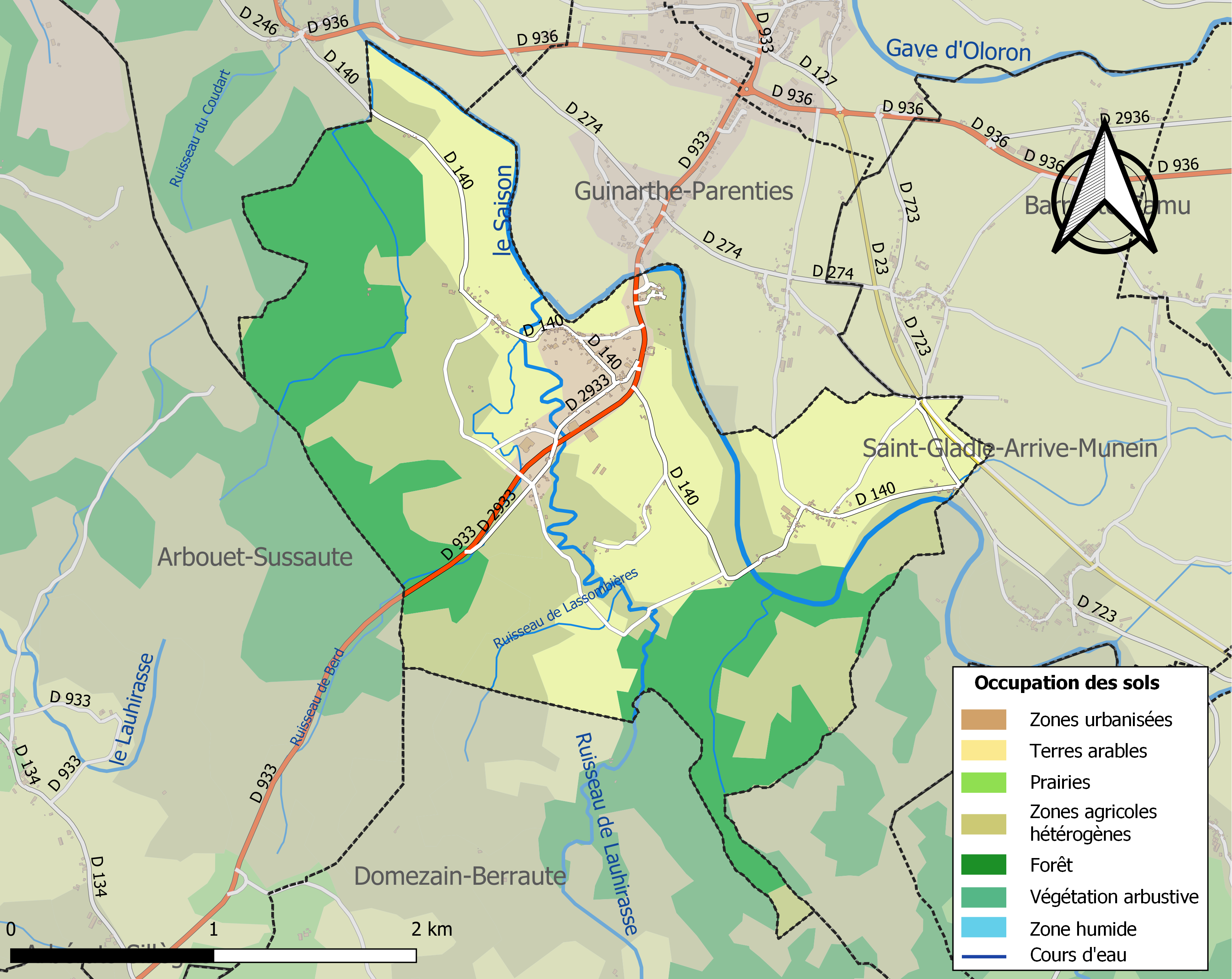
Carte des infrastructures et de l'occupation des sols de la commune en 2018 (CLC).

L'occupation des sols de la commune, telle qu'elle ressort de la base de données européenne d’occupation biophysique des sols Corine Land Cover (CLC), est marquée par l'importance des territoires agricoles (66,4 % en 2018), en diminution par rapport à 1990 (67,9 %). La répartition détaillée en 2018 est la suivante : 
zones agricoles hétérogènes (34,5 %), terres arables (32 %), forêts (28,8 %), zones urbanisées (4,8 %). L'évolution de l’occupation des sols de la commune et de ses infrastructures peut être observée sur les différentes représentations cartographiques du territoire : la carte de Cassini (XVIIIe siècle), la carte d'état-major (1820-1866) et les cartes ou photos aériennes de l'IGN pour la période actuelle (1950 à aujourd'hui).

### Lieux-dits et hameaux
Sept quartiers composent la commune d'Osserain-Rivareyte :

#### Osserain
- Ozaraine (Osserain en français) ;
- Bois (Oihana en basque) ;
- Pehau ;
- Hôpital (Ospitale en basque).

#### Rivareyte
- Erribareita (Rivareyte en français) ;
- Sent Elix ;
- Bürgüa (Le Bourg en français).

### Voies de communication et transports
Osserain-Rivareyte est desservie par les routes départementales D 140 et D 933.
La commune est également desservie par le réseau d'autocars interurbains des Pyrénées-Atlantiques :
- Orthez — Gare SNCF ⥋ Saint-Palais — Église

### Risques majeurs
Le territoire de la commune d'Osserain-Rivareyte est vulnérable à différents aléas naturels : météorologiques (tempête, orage, neige, grand froid, canicule ou sécheresse), inondations et séisme (sismicité moyenne). Un site publié par le BRGM permet d'évaluer simplement et rapidement les risques d'un bien localisé soit par son adresse soit par le numéro de sa parcelle.
Certaines parties du territoire communal sont susceptibles d’être affectées par le risque d’inondation par une crue torrentielle ou à montée rapide de cours d'eau, notamment le Saison et le ruisseau de Lauhirasse. La commune a été reconnue en état de catastrophe naturelle au titre des dommages causés par les inondations et coulées de boue survenues en 1982, 1983, 1992, 2009, 2014, 2016 et 2021,.

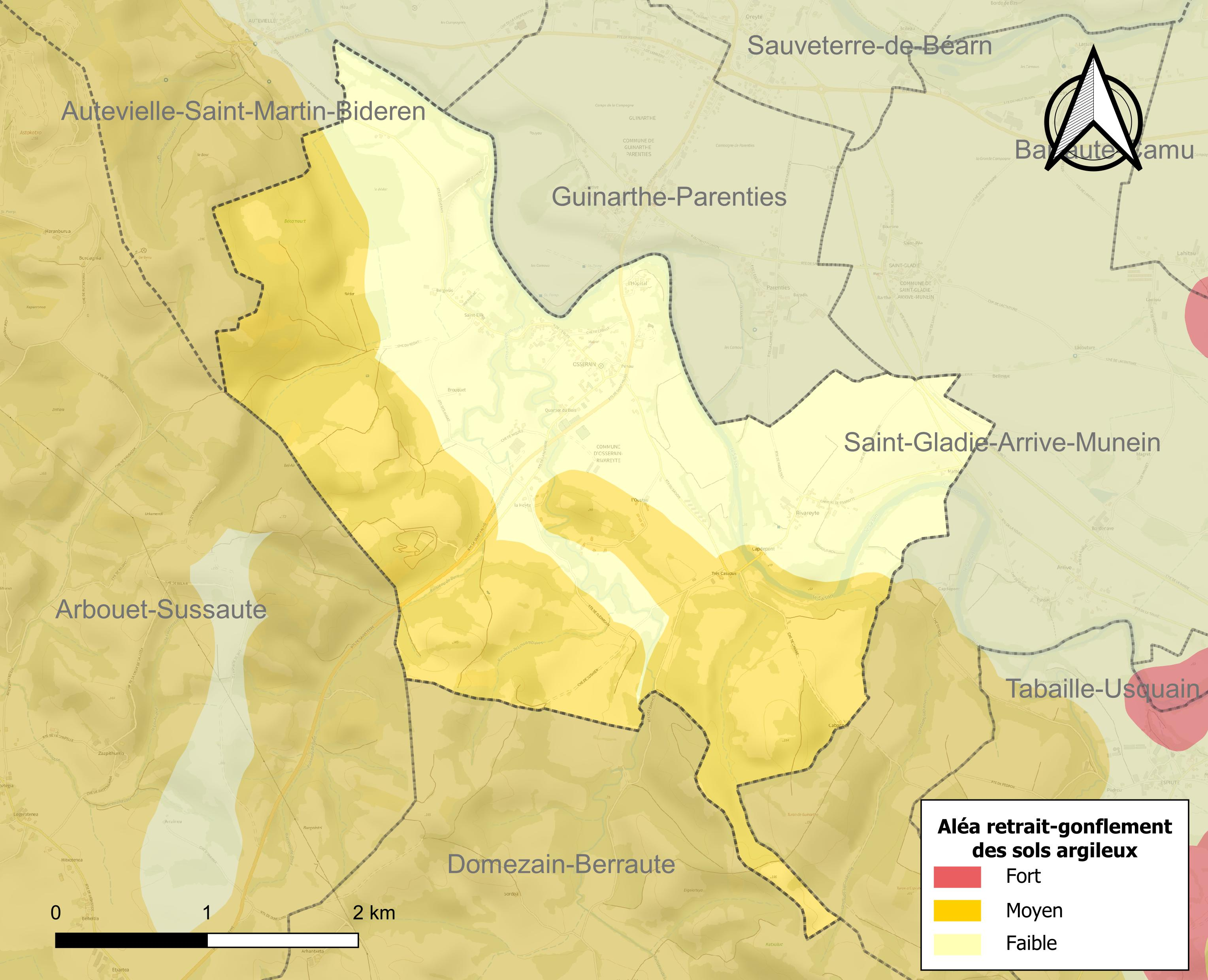
Carte des zones d'aléa retrait-gonflement des sols argileux d'Osserain-Rivareyte.

Le retrait-gonflement des sols argileux est susceptible d'engendrer des dommages importants aux bâtiments en cas d’alternance de périodes de sécheresse et de pluie. 51,3 % de la superficie communale est en aléa moyen ou fort (59 % au niveau départemental et 48,5 % au niveau national). Depuis le 1er octobre 2020, en application de la loi ELAN, différentes contraintes s'imposent aux vendeurs, maîtres d'ouvrages ou constructeurs de biens situés dans une zone classée en aléa moyen ou fort,.

## Toponymie

### Attestations anciennes
Le toponyme Osserain apparaît sous les formes Osfran et  Ossran (1186), Castrum de Osaranho (1256, titres de Came), Lo Saranh (XIIIe siècle, fors de Béarn), Lo Sarainh et Osran (XIIIe siècle pour les deux formes, collection Duchesne volume CXIV), Lo pont deu Ssaranh (1342, chapitre de Bayonne), Osserannum (1352, rôles gascons), Lo borc d'Ossaranh et la Magdalene d'Ossaranh (1400 pour les deux formes, notaires de Navarrenx),Osaranh (1542, réformation de Béarn), Ossarayn, Ossarainh et Ossaraing (1690).
Le toponyme Rivareyte apparaît sous la forme Arribarreyte (1385, notaires de Navarrenx et 1690) et Riverreite (1801, Bulletin des lois).

### Étymologie
Jean-Batiste Orpustan indique qu'Osserain signifie « lieu rocheux du loup ».

### Noms en basque et en occitan gascon
Le nom basque d'Osserain-Rivareyte est Ozaraine-Erribareita. Il fut normalisé par l'Académie de la langue basque le 18 décembre 1998.
Les gentilés correspondants sont ozaraintar et erribareitar, normalisés quant à eux le 24 janvier 1999.

## Histoire
Le 3 mai 1462, Louis XI étant Sauveterre-de-Bearn rencontre Jean II d'Aragon sur le pont d'Osserain,, limite entre Béarn et Soule pour conclure un traité qui sera signé le 9 mai à Bayonne.
La commune a été créée le 5 août 1842 par la réunion des communes d' Osserain et de Rivareyte.

## Héraldique
|  | Les armes de Osserain Rivareyte se blasonnent ainsi : Parti, au I d'argent à trois têtes tranchées de loup de sable ensanglantées de gueules ; au II de gueules au chevron d'argent accompagné de trois étoiles du même ; à la bordure générale d'or chargée de huit fleurs de lys d'azur, qui sont les armes de la famille souletine Azerain, seigneurs d'Osserain.,. |

## Politique et administration
Les communes d'Osserain et de Rivareyte ont été fusionnées en 1842.
| Période                                  | Période  | Identité                | Étiquette | Qualité |
| ---------------------------------------- | -------- | ----------------------- | --------- | ------- |
| avant 1981                               | ?        | Paul Lahérrère-Souviraa |           |         |
| 1995                                     | 2014     | Simone Curutchet        | DVD       |         |
| 2014                                     | En cours | Arnaud Fontaine         |           |         |
| Les données manquantes sont à compléter. |          |                         |           |         |

### Intercommunalité
La commune fait partie de quatre structures intercommunales :
- la communauté d'agglomération Pays basque ;
- le syndicat d'énergie des Pyrénées-Atlantiques ;
- le SIRP de Guinarthe-Parenties et d'Osserain-Rivareyte ;
- l'agence publique de gestion locale.

Osserain-Rivareyte accueille le siège du SIVU de regroupement pédagogique de Guinarthe-Parenties et d'Osserain-Rivareyte.

## Population et société

### Démographie
L'évolution du nombre d'habitants est connue à travers les recensements de la population effectués dans la commune depuis 1793. Pour les communes de moins de 10 000 habitants, une enquête de recensement portant sur toute la population est réalisée tous les cinq ans, les populations de référence des années intermédiaires étant quant à elles estimées par interpolation ou extrapolation. Pour la commune, le premier recensement exhaustif entrant dans le cadre du nouveau dispositif a été réalisé en 2007.

En 2022, la commune comptait 228 habitants, en évolution de +8,06 % par rapport à 2016 (Pyrénées-Atlantiques : +3,78 %, France hors Mayotte : +2,11 %).
| 1793 | 1800 | 1806 | 1821 | 1831 | 1836 | 1841 | 1846 | 1851 |
| ---- | ---- | ---- | ---- | ---- | ---- | ---- | ---- | ---- |
| 242  | 257  | 253  | 295  | 248  | 371  | 494  | 498  | 473  |

| 1856 | 1861 | 1866 | 1872 | 1876 | 1881 | 1886 | 1891 | 1896 |
| ---- | ---- | ---- | ---- | ---- | ---- | ---- | ---- | ---- |
| 456  | 427  | 447  | 432  | 433  | 445  | 401  | 378  | 422  |

| 1901 | 1906 | 1911 | 1921 | 1926 | 1931 | 1936 | 1946 | 1954 |
| ---- | ---- | ---- | ---- | ---- | ---- | ---- | ---- | ---- |
| 443  | 401  | 421  | 354  | 321  | 311  | 316  | 312  | 273  |

| 1962 | 1968 | 1975 | 1982 | 1990 | 1999 | 2006 | 2007 | 2012 |
| ---- | ---- | ---- | ---- | ---- | ---- | ---- | ---- | ---- |
| 283  | 256  | 255  | 260  | 266  | 221  | 229  | 230  | 219  |

| 2017 | 2022 | - | - | - | - | - | - | - |
| ---- | ---- | - | - | - | - | - | - | - |
| 212  | 228  | - | - | - | - | - | - | - |

### Enseignement
La commune dispose d'une école élémentaire publique.

## Économie
La commune fait partie de la zone d'appellation de l'ossau-iraty.

## Culture locale et patrimoine

### Patrimoine linguistique

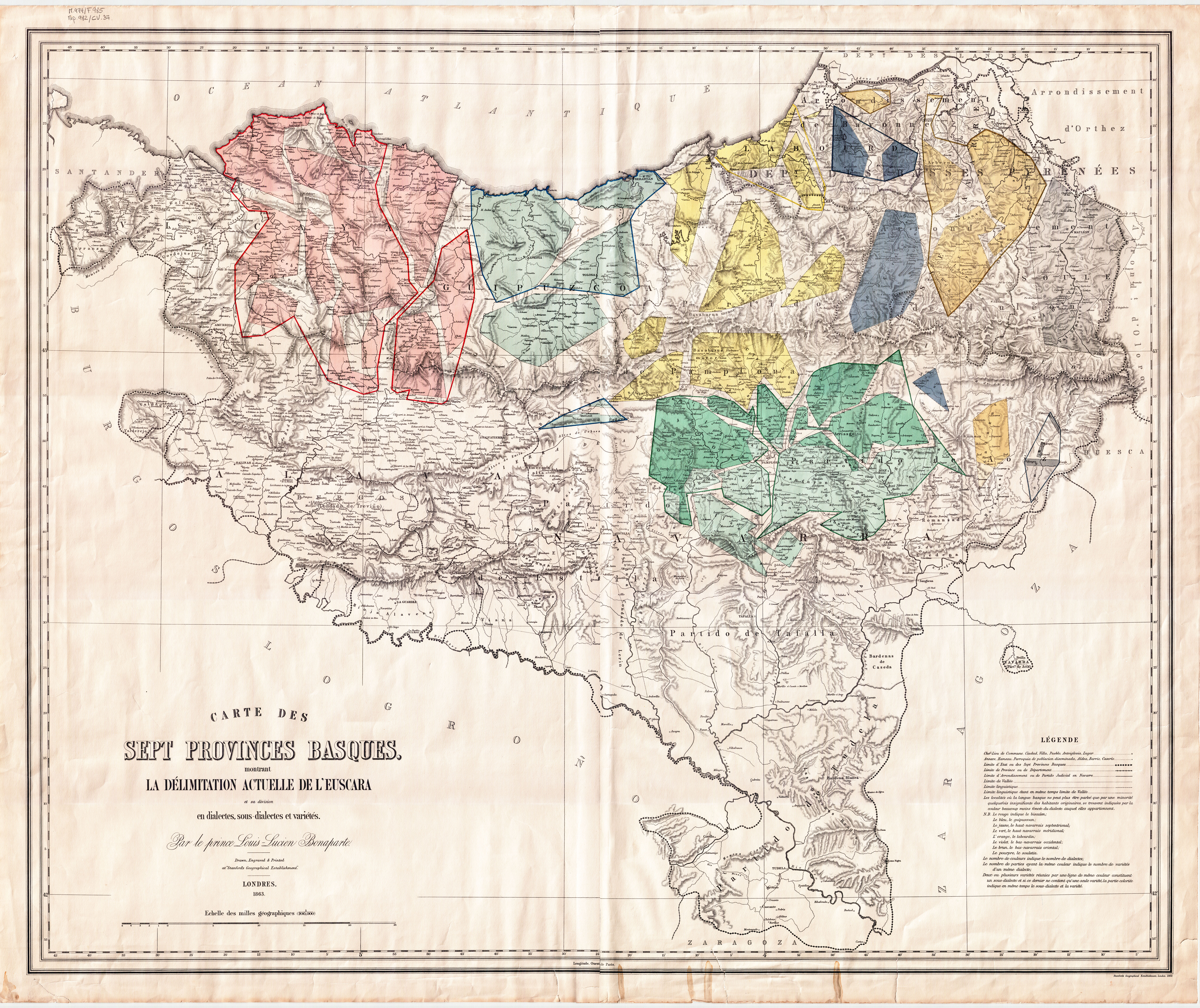
Carte des sept provinces basques (1), 1863

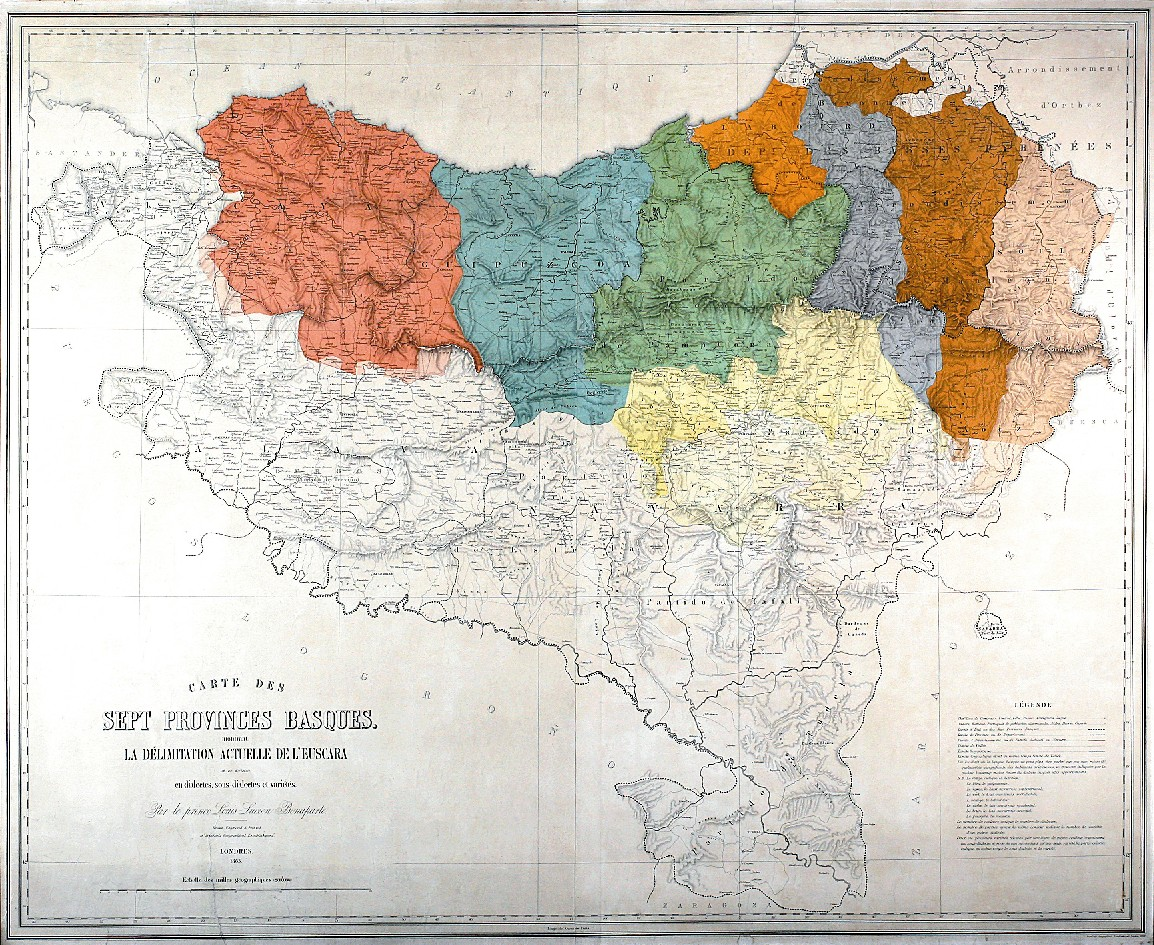
Carte des sept provinces basques (2), 1863

Les deux versions de la Carte des sept provinces basques montrant la délimitation actuelle de l'euscara en dialectes, sous-dialectes et variétés dressée en 1863 par le prince Louis-Lucien Bonaparte placent Osserain-Rivareyte en dehors de l'aire bascophone.
Le Recueil de linguistique et de toponymie des Pyrénées réalisé en 1887 par Julien Sacaze  nous livre pour Osserain-Rivareyte une version en gascon, composée d'une traduction de deux textes mythologiques, ainsi que d'une liste des micro-toponymes de la commune.
Le Recueil des idiomes de la région gasconne réalisé en 1894 par le linguiste Édouard Bourciez nous livre pour Osserain (canton de Saint-Palais) une version de la parabole de l'enfant prodigue traduite en gascon.
La carte du Pays basque français dressée en 1943 par Maurice Haulon laisse apparaître la "démarcation actuelle entre la langue basque et les dialectes romans". La commune d'Osserain-Rivareyte est située à cheval entre les deux langues (basque et gasconne).
D'après la Morfología del verbo auxiliar vasco [Morphologie du verbe auxiliaire basque] établie par Pedro de Yrizar en 1970, Osserain-Rivareyte n'est pas située dans l'aire bascophone.

### Patrimoine civil
- Château à motte d'Osserain à la Taillade. Le site, construit sur un abrupt, se compose d'une motte associée à une basse-cour et des fossés. Une tour carrée a été construite contre la base de la motte préexistante, au début du XIIIe siècle. Les vestiges sont sapés progressivement par la rivière le Saison qui coule à ses pieds[61].

### Patrimoine religieux

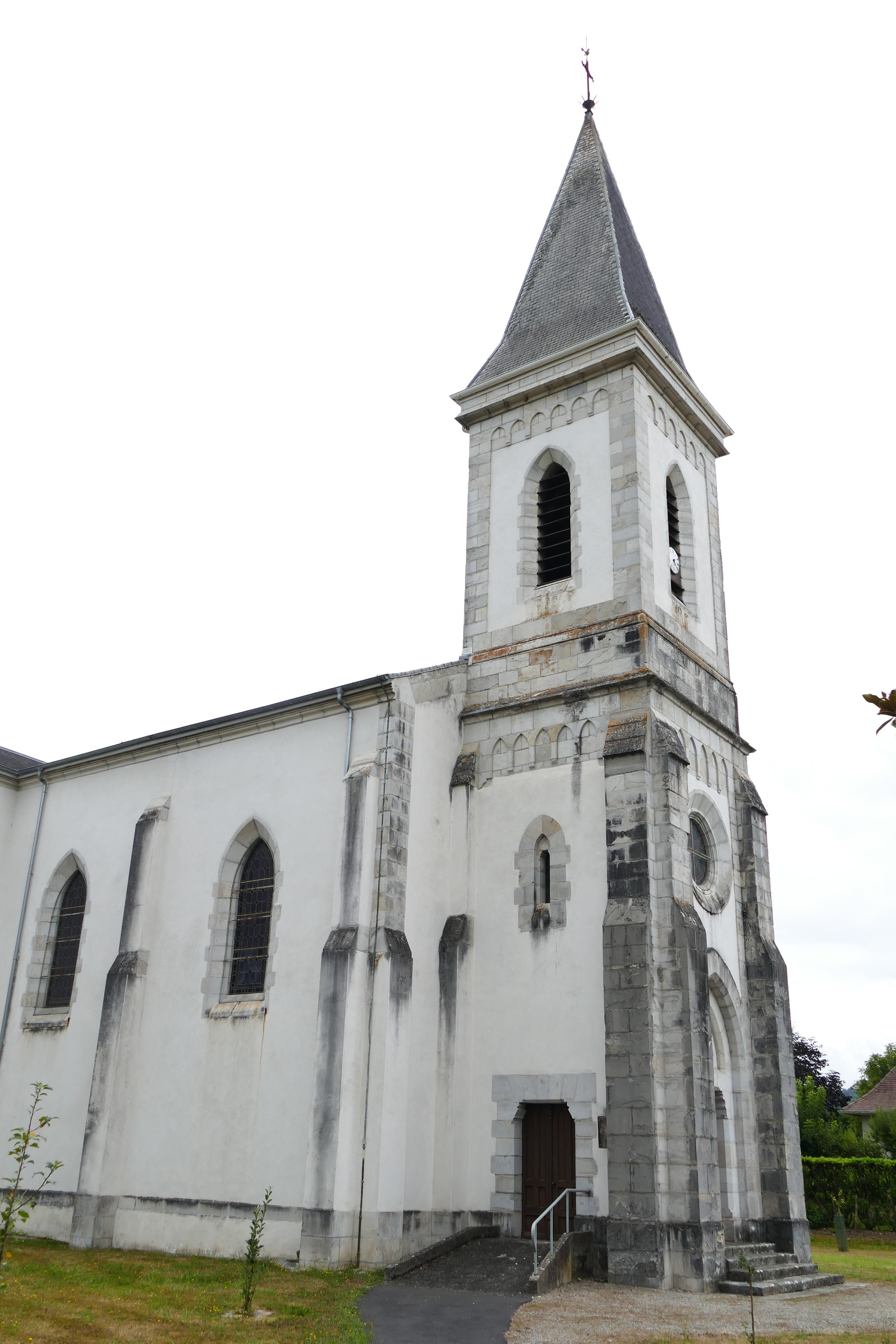
L'église Sainte-Marie-Madeleine.

L'église Sainte-Marie-Madeleine date de 1857.
Le prieuré d'Osserain accueillait les pèlerins du chemin de Saint-Jacques de Compostelle sur la route des ports de Cize, du prieuré de Saint-Palais à celui de Saint-Michel.

## Personnalités liées à la commune
- Baron Antoine Janin (1775–1861), officier général français et maire de la commune.